# Cloruro di rutenio(III)
Il cloruro di rutenio(III) o tricloruro di rutenio è un composto chimico del rutenio che esiste in forme diverse a seconda del grado di idratazione. La forma più comune è quella idrata, di formula RuCl3·xH2O; questo composto è solubile in acqua e nei solventi polari, e viene usato come precursore di centinaia di derivati del rutenio. La forma anidra, RuCl3, è insolubile e viene utilizzata raramente. In condizioni normali entrambe le forme sono solidi di colore bruno scuro o nero.
Il 6 aprile 2016 viene confermata sulla rivista Nature Materials la prima evidenza sperimentale di un nuovo stato della materia, il liquido di spin quantistico, osservato dai fisici del Oak Ridge National Laboratory nel cloruro di rutenio in forma bidimensionale.

## Cloruro di rutenio(III) idrato, RuCl3·xH2O

### Struttura e proprietà
RuCl3·xH2O è un solido nero igroscopico, facilmente solubile in acqua e altri solventi polari. Si tratta di un materiale poco caratterizzato, che può contenere una quantità variabile di acqua di cristallizzazione, con una composizione spesso vicina al triidrato. Questa specie è in realtà una miscela di vari composti di rutenio, per lo più nello stato di ossidazione +4. Nella miscela sono stati identificati composti come H3[Cl3Ru(μ-OH)3RuCl3] e H3[Cl3Ru(μ-OH)2(μ-O)RuCl3].

### Sintesi
Per preparare RuCl3·xH2O si fa evaporare una soluzione di tetrossido di rutenio in acido cloridrico sotto una corrente di HCl gassoso. Il prodotto grezzo così ottenuto viene successivamente purificato portando a secchezza più volte sue soluzioni in acido cloridrico concentrato.

### Usi
In virtù della sua solubilità, RuCl3·xH2O è il più importante materiale di partenza per la sintesi di centinaia di composti di rutenio(II) e rutenio(III), sia inorganici sia organometallici; alcuni esempi sono: 
- I catalizzatori chirali di rutenio usati per l'idrogenazione asimmetrica. La loro introduzione ha fatto vincere il Premio Nobel per la chimica a Ryōji Noyori nel 2001.
- I catalizzatori di Grubbs usati per la metatesi delle olefine, che hanno fatto vincere il Premio Nobel per la chimica a Robert Grubbs nel 2005.
- Il complesso [Ru(bpy)3]2+ e derivati analoghi, specie molto studiate per le loro proprietà redox e di luminescenza.[4][6]

### Indicazioni di sicurezza
RuCl3·xH2O è disponibile in commercio. Il composto provoca gravi ustioni alla pelle e a tutte le mucose, nonché gravi lesioni oculari. È nocivo per ingestione. Non ci sono dati che indichino proprietà cancerogene. Non ci sono dati sull'impatto ambientale.

## Cloruro di rutenio(III) anidro, RuCl3

### Struttura e proprietà
RuCl3 è un solido insolubile. Rispetto alla forma idrata, quella anidra è un materiale ben caratterizzato. Esiste in due modificazioni cristalline. La forma α è di colore nero e adotta una struttura tipo CrCl3 con distanze di contatto Ru–Ru piuttosto lunghe di 346 pm. La forma β è metastabile, di colore bruno scuro, e cristallizza con una cella esagonale; questa forma contiene catene infinite di ottaedri con facce condivise e le distanze di contatto Ru–Ru sono di 283 pm. A 450-600 °C la forma β si converte irreversibilmente nella forma α.
|  |  |

### Sintesi
La preparazione di β-RuCl3 si effettua riscaldando rutenio metallico a 300 °C in una atmosfera di CO e Cl2. Scaldando al di sopra di 450 °C si ha la conversione ad α-RuCl3.

### Usi
A causa della sua insolubilità, il RuCl3 anidro è scarsamente utilizzato.

### Indicazioni di sicurezza
RuCl3 anidro è disponibile in commercio. Il composto provoca gravi ustioni alla pelle e a tutte le mucose, nonché gravi lesioni oculari. È nocivo per ingestione. Non ci sono dati che indichino proprietà cancerogene. Non è considerato pericoloso per l'ambiente.